# State și teritorii ale Indiei

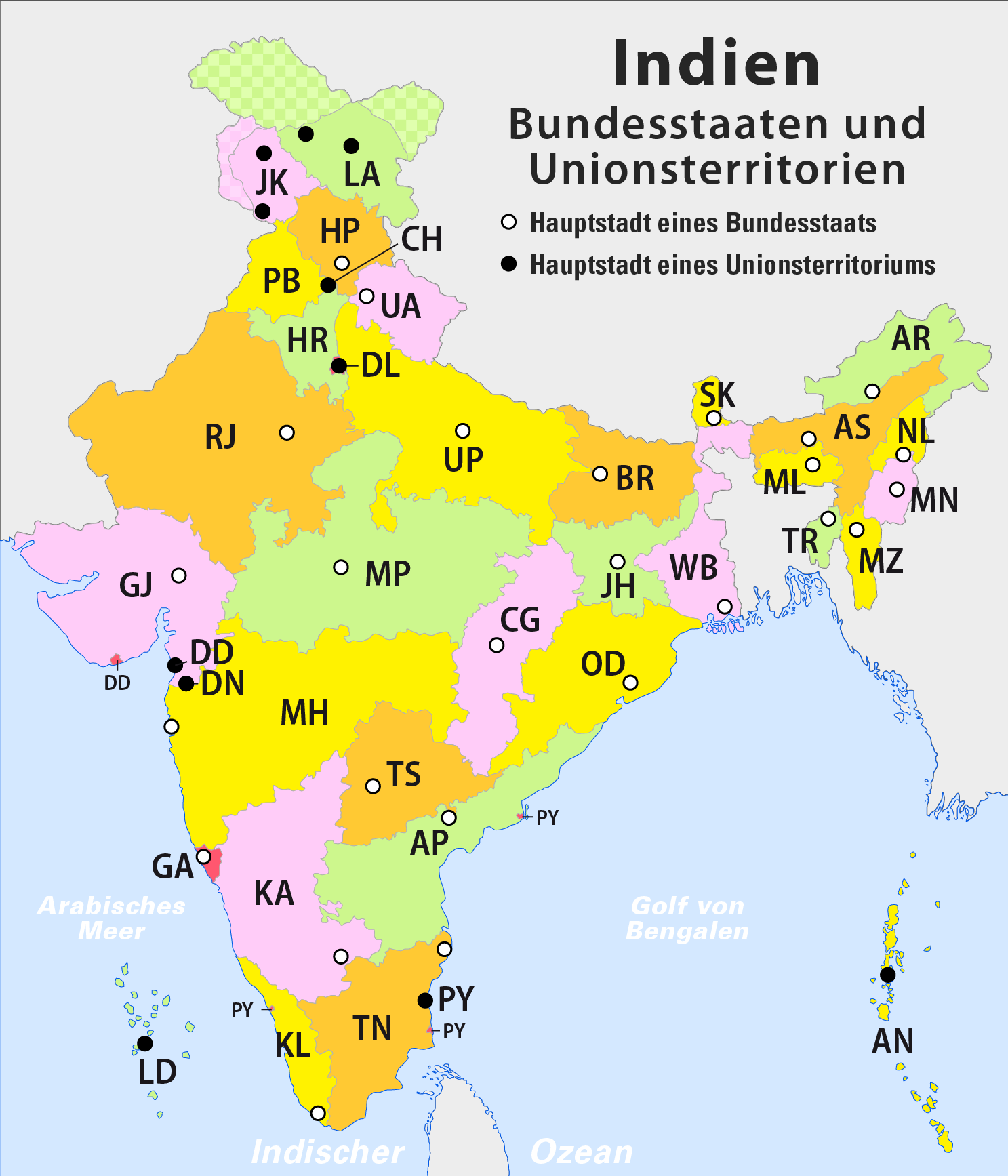
State și teritorii ale Indiei

State federale
| AP | Andhra Pradesh                 |
| AR | Arunachal Pradesh              |
| AS | Assam                          |
| BR | Bihar                          |
| CG | Chhattisgarh                   |
| GA | Goa                            |
| GJ | Gujarat                        |
| HR | Haryana                        |
| HP | Himachal Pradesh               |
| JH | Jharkhand                      |
| KA | Karnataka                      |
| KL | Kerala                         |
| MP | Madhya Pradesh                 |
| MH | Maharashtra                    |
| MN | Manipur                        |
| ML | Meghalaya                      |
| MZ | Mizoram                        |
| NL | Nagaland                       |
| OR | Orissa                         |
| PB | Punjab                         |
| RJ | Rajasthan                      |
| SK | Sikkim                         |
| TS | Telangana                      |
| TN | Tamil Nadu                     |
| TR | Tripura                        |
| UA | Uttarakhand                    |
| UP | Uttar Pradesh                  |
| WB | Bengalul de Vest (West Bengal) |

Teritorii unionale
| AN | Insulele Andaman și Nicobar             |
| CH | Chandigarh                              |
| DD | Dadra și Nagar Haveli și Daman și Diu   |
| DL | Delhi                                   |
| JK | Jammu și Cașmir                         |
| LA | Ladakh                                  |
| LD | Lakshadweep                             |
| PY | Puducherry (denumire veche Pondicherry) |

- Vezi și: Kashmir